# Vhäldemar
Vhäldemar är ett power metal/speed metal-band som bildades i början av 2000-talet, i Vizcaya (Spanien). Efter att ha signerat ett kontrakt med skivbolaget Arise Records och släppt sin debutskiva år 2002, blev de utnämnde till bästa nykomling av ett magasin från Brasilien. De har även spelat en hel del konserter på olika festivaler som Piorno Rock och Bike Festival. Ett år senare släppte de en ny skiva där de fått hjälp av J.P Fournier, som även arbetat med andra band som Edguy och Avantasia. 

## Medlemmar
Nuvarande medlemmar
- Carlos Escudero – sång (1999– ), gitarr (1999–2010)
- Pedro J. Monge – gitarr, keyboard (1999– )
- Alejandro "Jandro" Camuñas – trummor (2017–idag)
- Raúl Serrano – basgitarr (?– )
- Jon Koldo "Jonkol" Tera – keyboard (?– )

Tidigare medlemmar
- Oscar Cuadrado – basgitarr (1999–2014)
- Eduardo Martínez – trummor (2001–2007)
- Álex de Benito – trummor (2007–2011)
- Aitor López – gitarr (2011–2012)
- Gontzal (Gonzalo García) – trummor (2012–?)
- Adolfo WB (Adolfo Cantoya aka "Drake") – basgitarr (2014–?)

## Diskografi
Demo
- 2001: Maketa (Arise Records)

Studioalbum
- 2002: Fight to the End (Arise Records)
- 2003: I Made My Own Hell (Arise Records)
- 2011: Metal of the World (Stormspell Records)
- 2013: Shadows of Combat
- 2017: Against All Kings
- 2020: Straight To Hell

EP
- 2017: Old King's Visions

Samlingsalbum
- 2017: Fight to the End + I Made My Own Hell (dubbel-CD)